# 2014年ソチオリンピックのリヒテンシュタイン選手団
2014年ソチオリンピックのリヒテンシュタイン選手団（2014ねんソチオリンピックのリヒテンシュタインせんしゅだん）は、2014年2月7日から23日までロシアのソチで開催されたソチオリンピックリヒテンシュタイン選手団の名簿。

## 選手団
- 人員: 選手 4人
- 開会式旗手: ティナ・ワイラター

## アルペンスキー
- マルコ・プフィッフナー

男子大回転 (42位、2:56.72)
男子回転 (24位、1:55.48)
- マリナ・ニック

女子回転 (21位、1:50.64)
- ティナ・ワイラター

女子滑降 (棄権)
女子スーパー大回転 (棄権)

## クロスカントリースキー
- フィリップ・ヘルク

男子15kmクラシカル (27位、40:41.5)
男子スキーアスロン (43位、1:12:47.8)